# 天空戦記シュラト
『天空戦記シュラト』（てんくうせんきシュラト）は、タツノコプロ製作による日本のテレビアニメ。1989年4月6日から1990年1月25日まで毎週木曜19:00 - 19:30の時間帯においてテレビ東京系列で放送された。全38話（+総集編2話）。また、ダイジェスト版のOVA「天空界メモリアルズ」と新ストーリーのOVA「創世への暗闘」がそれぞれ6巻出版されている。
2003年に、バンダイビジュアルから「天空戦記シュラト MEMORIAL BOX」全2巻発売（OVA「創世への暗闘」のみ未収録）。
2024年6月から、dアニメストア系列などの各Web配信サイトで配信中（OVA「創世への暗闘」は配信予定不明）。
2024年11月22日、タツノコプロの公式Xアカウントで、Blu-ray MEMORIAL BOXを2025年2月26日(水)に発売決定した旨が発表された（OVA「創世への暗闘」収録予定）。

## 概要
異世界で「神甲冑（シャクティ）」という鎧を装着した多くの若者が入り乱れて激闘を繰り広げる、異世界ファンタジーや青春群像劇の要素を持つ格闘アクション作品。初期タイトルは「天空神話シュラ」→「天空戦記シュラ」で変遷し、現在とはキャラクターのタッチや神甲冑のデザインも違っていた。
1986年から足掛け3年にわたりテレビアニメが放映され商業的に大成功した『聖闘士星矢』の影響下にある、いわゆる“バトルスーツもの”“装着もの”の「美少年アニメ」として、前年の1988年にサンライズが制作した『鎧伝サムライトルーパー』などと共に知られる作品であり、 聖闘士星矢でメイン脚本とシリーズ構成を務めた小山高生を脚本とシリーズ構成に起用し、奥田万つ里のデザインによる多数の美形キャラクターが女性層を中心として人気を集めた。

### 企画制作
本作の物語世界は密教とインド神話をモチーフとしており、作品の主柱が東洋的な世界観で構成されていることが最大の特徴である。こうした設定を構築したのはシリーズ構成担当の小山高生の門下筋になる脚本家あかほりさとるで、制作会社のタツノコプロから「『孔雀王』とかが流行っているから、密教モノで頼む」と企画を依頼されたものの、「似たようなものだろう」と考えて密教の本と一緒にインド神話の本を買って参考資料にした結果、インド神話が主要モチーフとなった。
こうしてインド神話をベースとした“バトルスーツもの”として作品の制作に取り掛かっていたあかほりに、メインスポンサーのバンダイから、「ミニ四駆が流行っているから、『シュラト』にミニ四駆を入れるように」という指示がなされた。当初あかほりは反対したが、結局プロデューサーの指示により実現となった。あかほりは本作で「作品には商品ありき」ということを悟ったという。
密教を扱った作品ということから、「宗教団体からのクレームで打ち切り」という噂が流れ、その噂がラジオ番組で話題になったことから、タツノコプロには実際に一部のファンから「残念です」などの手紙が送られてきた。実際には、そうした団体などの抗議はなく、当然ながら終了の理由は宗教的なものではない。

### 制作スタッフ
スタッフ
タツノコプロ以外の参加スタッフには、演出に日下直義、加戸誉夫、村山靖、作画にはばらのぶよし、高見明男（共に作画監督）と、葦プロダクションゆかりの面々が多く見受けられる。同社は外注の録音制作としてクレジットされているが、実制作も受け持っていたうえ、はばらが一部のデザイン作業も担当している。
声優は1987年の同制作会社作品で西久保瑞穂監督作品の『赤い光弾ジリオン』で主役3人組を担当して好評を博した関俊彦、井上和彦、水谷優子が本作でも起用され、それぞれメインキャラクターを担当した。そしてガイ役には初レギュラーとなる子安武人が抜擢され、名を馳せることとなった。なお声優陣の一部は同じく美原が原案を担当する後番組『キャッ党忍伝てやんでえ』にもこのような措置が取られている。
脚本家の一人である井上敏樹は、『らんま1/2』参加のため本作品を降板した。井上は当時はキャパオーバーであったと述べている。
作画
作画品質については放映開始当初はおおむね高水準で維持されていたが、2クール終了直後から海外への外注が増加し、それと共に後年のアニメで俗に「作画崩壊」と称される状態と同様の急激な品質悪化が露呈する事態となった。アニメ雑誌への版権イラストは主に奥田が手掛けたが、『月刊ニュータイプ』の記事では、本作とは直接的な関わりのなかった菊池通隆が多くの版権イラスト原画を担当した。その流れから、最終話では菊池が作画監督を担当している。

### 玩具展開
メインスポンサーであるバンダイによって、キャラクターの神甲冑装着状態を再現した、全身各部の関節が可動するプラモデル（主人公シュラトと敵役ガイ、シュラトの仲間であるヒュウガとリョウマの計4種）が発売された。パッケージセルワークはときた洸一が担当。八部衆の残りメンバー、レイガ / ダン / レンゲ / クウヤも発売予定があり広告にも掲載されていたが結局発売に至らず。
本体から神甲冑のパーツを取り外し、別売のバンダイ「ハイパーレーサー4WD」のシャーシに装着することで、移動用の「神甲機」（バルダ）状態が再現できるというギミックが用意されていた。しかし、神甲冑のデザイン面の都合から可動域の制限が厳しくポーズを取らせることも難しかった。それに加え、走行ギミックの再現にも別売の商品が必要というものであり、ヒットには至らなかった。またこの時期は、他にも以下が発売された。
- 「森永チョコスナック 天空戦記シュラト」のおまけで、八部衆の塩ビ人形素体にプラスチック製の神甲冑を装着する「シャクティアップモデル」（1989年）
- 「森永ミルクキャラメル 天空戦記シュラト」のおまけで、神甲冑装着状態の八部衆の消しゴム人形を神甲機の形をしたポリプロピレン製の台車に乗せて走らせる「シャクティ、バルダ合体モデル」（1989年）
- 模型雑誌『B-CLUB』から、獣王曼陀羅陣シリーズとしてレイガ / リョウマ / ヒュウガ / シュラト、EXとしてラクシュの1/15スケールガレージキット（1990年）

また2010年代から新たな動きがあり、2024年11月現在までに以下が発売されている。
- Kids Logic（香港）からシュラト・ガイのアクションフィギュア（2014年 - 2015年、これ以降は発売されず）
- 大聖モデル（中国）からシュラト・ガイ・レイガ・リョウマ・ヒュウガ・ダンのアクションフィギュア（2017年 -、レンゲ / クウヤもおそらく発売）
- YOLOPARK（香港）から童友社を国内代理店として、シュラトの塗装済み組立てキット（2024年10月。これ以降の予定は不明）

## あらすじ
格闘好きで能天気で気分屋な熱血少年のシュラト（日高秋亜人）と、大人しく慈愛に溢れた性格のガイ（黒木凱）。二人は性格はまったく異なっていたが、親友同士であった。
だが、2人は空手の試合中、大きな光に包まれた。ひとり目を覚ましたシュラトは、調和神ヴィシュヌから、ここは人間界とは異なる世界「天空界」であり、自分はもともと天空界の住人で1万年以上も前の大戦で命を落とした八部衆の一人「修羅王」であったと聞かされる。
だが、その直後、デーヴァ神軍の雷帝インドラが突如反乱を起こし、ヴィシュヌを石に変え、その罪をシュラトに被せて討伐の命令を下す。ヴィシュヌの最後の力で遥か遠い地へ飛ばされたシュラトたちは、インドラを倒しヴィシュヌと天空界を救うために天空殿を目指して旅立つ。
彼らの前に立ちはだかるのは、かつての仲間たち。そして、その中には「夜叉王」として転生し、シヴァの呪法で黒の光流をまとわされ残忍な性格に変わって、執拗にシュラトの命を狙うガイの姿もあった。
時はサーマ暦9989年…。

## 登場人物

### 主要人物
シュラト（修羅王秋亜人） / 日高秋亜人（ひだか しゅらと）
声 - 関俊彦（タイトルコールおよび次回予告ナレーションも兼任）/ 羽村京子（少年時代）
主人公。八部衆の一人。獅子の神甲冑（シャクティ）を纏う。熱血少年。好きなものはねぎラーメン、ところてん。好きな異性のタイプは中森明菜・南野陽子。親友であるガイとの初めての出会いは、放送時設定では6歳で入門した拳法道場、小説版では小学校の入学式→その後に道場でも再会となっている。運命に翻弄されながらも戦い続ける。生まれも育ちも人間界だが、一万年前のアスラ神軍との大戦で戦死したブラフマーの後継者の転生体である。
いたって能天気で気分屋で、少々子供っぽいところがあり美人には弱い。その一方で自分の信念を貫き通す意地の強さを持ち、幾度と無く自分を襲うガイを元の優しい親友へ戻すことにこだわり続ける。また一度交わした約束は絶対に守ろうとする義理堅さを持ち、転生して間もない時にヴィシュヌから言い渡されて何も分からぬまま了解してしまった「八部衆としての役割」を自分なりに果そうとしていく。
そういった性格もあってヒュウガやリョウマ、レイガらとも徐々に厚い友情で結ばれ、彼らや幾多もの人々との出会いや別れの中で自らの背負った役割を自覚していく。
ドラマCDにおいて、殺生を禁じる仏教の教義に対し、植物を食べることは殺生には当たらないのか？とリョウマを責めるなど、仏教には懐疑的らしい。
漫画版では少々繊細なところがあり、当初はヴィシュヌたちデーヴァ神族に「自分とガイに戦争を強要する連中」と反感を抱いていた。しかし、インドラの反乱やアカラナータの襲撃を経て、アスラ神軍の脅威が他人事ではないことを思い知り、インドラの撃退に積極的に加わる。
1973年10月10日生まれ、16歳。血液型はO型。172cm・60kg。東京都大田区出身。
天空人としての服装は、エニックス文庫版の小説版では「キュラソと呼ばれる半ズボンに、ファーサと呼ばれる吊り下げシャツ」と書かれていたが、角川スニーカー文庫版では「普通の天空人の服装」とだけ書かれている。
［武器］三鈷杵（さんこしょ）
［属性］光
［技］修羅魔破拳（しゅらまっはけん）、修羅金剛魔破拳（しゅらこんごうまっはけん）、修羅恒河拳（しゅらこうがけん）
［真言］ナウマク・サンマンダ・ボダナン・ア・ビラ・ウンケン・ソワカ（修羅魔破拳、修羅金剛魔破拳）、ナウマク・サンマンダ・ボダナン・マカジンバラ・ソワカ（修羅恒河拳）
ガイ (夜叉王 凱)/ 黒木 凱（くろき がい）
声 - 子安武人 / こおろぎさとみ（少年時代） / 伊倉一寿（創生への暗闘）
八部衆の一人。狼の神甲冑を纏う。好きなものはゼリービーンズ、嫌いなものはセロリ、好きな異性のタイプはソフィー・マルソー。最初、前世は女性という案でデザインに入った名残で女性的な容姿。銀髪の由来は、北欧系の血が8分の1ほど入っているかららしい。道場へ入門した理由は、幼い頃病弱だったガイを父が心配して拳法を習う事を勧めたパターンと、母が亡くなった日に、幼い自分の病弱さと甘えが亡くなった母に迷惑をかけていたと思い込み、強い人間になるために拳法を始めようと思ったパターンがある。人間界ではシュラトの親友であり、大人しく慈愛に溢れた性格の少年だったが、シュラトと共に天空界へ覚醒中シヴァの呪法で黒の光流をまとわされ残忍な性格に変わって対立関係にあたるシュラトを付け狙う。彼もまた、一万年前のアスラ神軍との大戦で戦死したブラフマーの後継者の転生体である。
1973年6月12日生まれ、16歳。血液型はAB型。東京都大田区出身。181cm・59kg。
［武器］剣
［属性］風
［技］疾風魔狼剣（しっぷうまろうけん）、夜叉金剛縛（やしゃこんごうばく）、結界（けっかい）
［真言］オン・バザラ・タマクカン・ヤシャ・ハーン（疾風魔狼剣）、オン・マケイ・シヴァラヤ・ソワカ（夜叉金剛縛）
蓬莱山のラクシュ（吉祥天ラクシュ）
声 - 水谷優子
本編のヒロイン。好きなものはウルップの実（巨大なイチゴ、キウイに近い味）。好きな異性のタイプはシュラト。シュラトが初めて出会った天空人でシュラトに好意を抱く。小ナーガのミーを連れている。普段は天真爛漫だが、シュラトの危機には行動派になり、何度も身を挺して守ろうとし、一方で女神の奇跡を起こす。
ヴィシュヌの死後、調和神として後を継ぐ。
初期設定では山猫の神甲冑を纏う予定があったが、弱いから却下という理由で実現しなかった（その際の名前は「吉祥天のラクシュ」）。その後、番外編OVAアイキャッチ、ドラマCDで神甲冑装着が実現する。サーマ暦9974年朱の月3日（1月3日）生まれ。16歳。O型。162cm・42kg。蓬莱山シャダ村出身。小説版では神甲冑を持たない神将「吉祥天」であることが、後半で判明する。
［武器］五鈷鈴（初期設定）

### デーヴァ神族

#### 八部衆
ヒュウガ（天王日向）
声 - 堀内賢雄
八部衆の一人。虎の神甲冑を纏う。ヴィシュヌの側近。非常に真面目かつ律儀な性格で、幼馴染のマリーチと共に八部衆になりたくて自分だけ天王に選ばれた際に一度辞退し、そんなことはどうでもよかったマリーチをあきれさせたり、リョウマとの初の御前試合でリョウマが傷めた右腕を隠して出場しているのを事前に知って自分も右腕を傷つけ互角の戦いを挑んだりしている。インドラを尊敬していたが、彼によるヴィシュヌ石化を目撃したことからシュラトと共に抹殺されそうになる。リョウマの親友。
サーマ暦9973年青の月8（4月8日）生まれ、17歳。天空樹第二楼・アジャンテ地方出身。血液型はA型。180cm・69kg。
［武器］五節棍
［属性］鉱物・金属
［技］天王降魔鋼（てんおうごうまこう）、天王水晶結（てんおうすいしょうけつ）、天王滅魔鋼（てんおうめつまこう）
［真言］ナウマク・サンマンダ・ボダナン・マカキャラヤ・ソワカ（天王降魔鋼）、ナウマク・サンマンダ・ボダナン・マハシャーダ・ソワカ（天王水晶結）、ナウマク・サンマンダ・ボダナン・ビソホラウン・ソワカ（天王滅魔鋼）
リョウマ（龍王龍馬）
声 - 山寺宏一（ナレーションも兼任）
八部衆の一人。龍の神甲冑を纏う。八部衆最強と謳われる。堅実実直。ヒュウガの親友。
ヒュウガとは最初はライバル同士だったが、ヒュウガとの御前試合直前に訓練で負った傷が回復していない自分と互角に戦うためにヒュウガも自身の右腕を傷つけて御前試合に挑んだのを知り、お互いに認め合い親友同士となった。
最初はインドラの言葉を信じシュラトとヒュウガを討とうとするが、ヒュウガと戦った際にシュラトが発した親友同士が争うのを嘆く叫びと、その叫びに込められた悲しみを感じたヒュウガの涙で真実を悟り、以後はシュラト達と行動を共にする。大戦後、ヴィシュヌの石像を建立し、その後幼馴染のマツリと結婚。
サーマ暦9973年赤の月1（7月17日）生まれ、17歳。血液型はB型。196cm・88kg。コンラー高原プジャンター村出身。
［武器］槍
［属性］炎
［技］龍王火炎戟（りゅうおうかえんげき）、龍王爆炎戟（りゅうおうばくえんげき）
［真言］ナウマク・サンマンダ・ボダナン・ナンド・ハ・ナンド・ソワカ（龍王火炎戟）、ナウマク・サンマンダ・ボダナン・アギャン・ナウエイ・ソワカ（龍王爆炎戟）
レイガ（迦楼羅王麗牙）
声 - 井上和彦
八部衆の一人。鳳凰の神甲冑を纏う。オカマ口調で飄々としているが実は思慮深い。技は多彩で実力も確か。好きな異性のタイプは、かわいければなんでも。幼少期に村の悪ガキに女みたいだといじめられ、それなら本当に女になってやると化粧をした所、別人になれる恍惚感に目覚めた過去があり、そのためか趣味・特技はお化粧。ネーミングはカルラ（またはガルーダ、ガルダ）より。幻帝ミトラ曰く、修羅王（シュラト）を見守る役割があるらしい。
レイガはシュラトとヒュウガの探索に出る直前に見たインドラの不審な行動に疑念を抱く。そして能力の1つ迦楼羅霊視羽でその行動を監視し続けた結果ヴィシュヌ石化の真実を知ることとなり、シュラト達の側に回る。TV本編最終回のラストシーンをシュラト・ラクシュと共に迎える。
迦楼羅王の神甲冑は八部衆の神甲冑で唯一、神甲冑の状態で飛行することができる。
サーマ暦9972年黄の月23（3月21日）生まれ、18歳。血液型はO型。187cm・67kg。天空樹第五楼・デボラダ平原ダロ村出身。
［武器］金輪・羽
［属性］羽
［技］迦楼羅翼吹雪（かるらはねふぶき）、迦楼羅霊視羽（かるられいしう）、迦楼羅翼紫嵐（かるらよくしらん）、迦楼羅火翼陣（かるらかよくじん）、迦楼羅霊視羽超伝播（かるられいしうちょうでんばん）、迦楼羅金剛縛（かるらこんごうばく）
［真言］ナウマク・サンマンダ・ボダナン・マカカルラ・ソワカ（迦楼羅翼吹雪）、オン・ボダロシャニ・ソワカ（迦楼羅霊視羽、迦楼羅霊視羽超伝播）、ナウマク・サンマンダ・ボダナン・ロロ・ソワカ（迦楼羅翼紫嵐）、ナウマク・サンマンダ・ボダナン・ギャキ・サラバビギナン・ソワカ（迦楼羅火翼陣）
レンゲ（那羅王蓮華）
声 - 林原めぐみ
八部衆の紅一点。一角獣の神甲冑を纏う。幼い頃巨岩兵に村が襲われた際に助けてくれたインドラに憧れて神将候補生になり、並の男たち以上の努力の末に八部衆に選ばれるが、インドラへの思いは心からの愛へと変わっており、ヴィシュヌへの反逆と知りつつ忠誠を誓っていた。手天島での戦いで真実を知った後もヒュウガと戦い水晶に封印されるが、ヴィシュヌの力で蘇生、シュラトたちの味方となる。
最終回でヒュウガと結ばれることを思わせる場面がある。
小説版では封じ込められた水晶から自力で復活。一度はインドラを倒そうとするも、最終的にはインドラと共にヒュウガ・シュラトに刃を向ける。
なお、レンゲの声を演じる林原めぐみはミーと由美子の声も演じている。
サーマ暦9973年白の月20（11月25日）生まれ、17歳。血液型はAB型。166cm・49kg。天空樹第七楼・輝山カテ村出身。
［武器］華の形をした鞭
［属性］華
［技］那羅無双華（なあらむそうか）、那羅朱霊華（なあらしゅれいか）
［真言］ナウマク・サンマンダ・ボダナン・マカ・ナーラ・ソワカ（那羅無双華）、ナウマク・サンマンダ・ボダナン・アロリキャ・ソワカ（那羅朱霊華）
ダン（比婆王弾）
声 - 飛田展男 / 羽村京子（少年時代）
八部衆の一人。犀の神甲冑を纏う。猪突猛進型の少年。誰よりも強くなって天空界を守る神将になるために天空殿に上がってしばらくしての棒術訓練で、勝負がついたにも関わらず更に相手を叩きのめそうとした所を、本当に強くなりたいと思うのならまず仲間を愛する事から始めるようにヴィシュヌに諭され、自分の言った事を忘れないようにとペンダントを贈られ、八部衆となった後もヴィシュヌに崇拝に近い敬愛の念を抱き続けペンダントも肌身離さずつけていた。手天島での戦いでシュラトと戦い敗死するが、後にヴィシュヌによって蘇生し、シュラトたちと和解、共闘する。
サーマ暦9972年黒の月14（8月27日）生まれ、17歳。血液型はB型。174cm・70kg。ムドル地方レニ村出身。
［武器］斧
［属性］大地
［技］比婆激震破（ひばげきしんは）、比婆流砂洸（ひばりゅうさこう）
［真言］ナウマク・サンマンダ・ボダナン・オン・ボク・ケン（比婆激震破）、ナウマク・サンマンダ・ボダナン・バザラ・ボク・ケン（比婆流砂洸）
クウヤ（闥婆王空也）
声 - 中田和宏
八部衆の一人。水牛の神甲冑を纏う。8歳で神将候補生として天空殿へ上がり、11歳という過去最年少記録で八部衆の一員となる。智将と讃えられており、策を用いてシュラト達を苦しめる。インドラに疑問を抱きつつもヴィシュヌのためだと思い従っていた。手天島での戦いで真実を知った後もレイガと戦い敗死するが後にヴィシュヌによって蘇生し共に戦う。
サーマ暦9972年紺の月17（9月27日）生まれ、18歳。血液型はA型。192cm・89kg。ハルナ山耶霧洞出身。
［武器］宝輪
［属性］水
［技］闥婆水雷染（だっぱすいらいせん）、闥婆水滸輪（だっぱすいこりん）、無の境地（むのきょうち）、ソーマ封じの術（そーまふうじのじゅつ）
［真言］ナウマク・サンマンダ・ボダナン・ギャナウ・サンラ・サンラ・ソワカ（闥婆水雷染）、ナウマク・サンマンダ・ボダナン・ゲンダリ・バン（闥婆水滸輪）

#### デーヴァ神軍上層部
調和神ヴィシュヌ
声 - 島本須美
天空界を導いていた調和神。設定では神鳥の神甲冑を纏うことになっていたが劇中での描写はない。見かけは20数歳だが実際は一万数千歳。シュラトとガイを天空界に転生させた。その後、インドラによって石化されるも、シュラトらによって元に戻る。
一度だけなら死者を蘇生させる能力があり、リョウマ、レンゲ、ダン、クウヤを蘇生させた。ただし、サラス、マユリ、インドラは蘇生させなかった（理由は明言されていない）。
後に、アスラ神軍との戦いによって力を使い果たし、倒れる。
［技］転移（てんい）
雷帝インドラ
声 - 鈴置洋孝
デーヴァ神軍総司令官。十二羅帝の一人で十二羅帝最強と称えられていた。設定では双頭鷲の神甲冑を纏うことになっていたがTV本編では実現せず、小説版で、過去回想で短くはあるが神甲冑を纏っての戦闘シーンが書かれた（その際の武器は背丈ほどもある長大な剣）。仁・智・勇持ち合わせ清廉潔白な指導者であり、ヴィシュヌの重臣だったが、シュラトたちの転生を機に謀反を起こす。
シヴァと同じルドラ一族出身で、彼の側人。かつて狂気に走った主君を目覚めさせようと死亡した際、反魂で復活させられシヴァの操り人形同然となってしまった。本来は高潔な人格者であり、心・技・体を兼ね備えた誇り高き武人であったが、呪われた体ゆえにシヴァの命令に逆らうことができない。育てあげた神将たちを我が子同然に想いながらも自らの呪われた宿命に苦悩する。
一万年前の大戦末期にブラフマーに敗れて捕虜となった。戦後はヴィシュヌの口利きもあってデーヴァ神軍の幹部に収まり、再建に力を尽くす。その結果、かつて敵対した古参の将兵や、そうでない新参の将兵からの信望を獲得する。特に若手将兵たちにはヴィシュヌよりもインドラを慕う者が少なくない。
漫画版では性格が異なり、最後まで「アスラ神軍の幹部」としての態度を崩さなかった。
203cm・90kg。
［技］雷帝時空裂（らいていじくうれつ）、雷帝魔光弾（らいていまこうだん）、結界（けっかい）、石化（せきか）
[真言]ナウマク・サンマンダ・バザラ・ダン・マカ・インドラヤ・ハーン（雷帝時空裂）
幻帝ミトラ
デーヴァ神軍「十二羅帝」。一万年前の戦いで壊滅的だったデーヴァ神軍を勝利に導いた伝説の軍師。長い黒髪と濃い紫の瞳。長きに渡り眠りについていたが、マユリの呼びかけに答え目覚める。その後、陰からシュラト達をサポートする。幻術を使用しインドラとも互角に渡り合える実力者だが、打倒インドラへの旅路がシュラト達にとっての必要な試練であると悟っており、自らが前線で戦うことは殆ど無い。小説版のみの登場。
大元帥明王アータバッカ
デーヴァ神軍第二位の上級将軍。近衛重神軍十二万を統率する。小説版のみ登場。
見かけは厳めしい老翁で、一万年前の大戦時からヴィシュヌの重臣として仕えてきた。
増長天将ヴィルーダカ
デーヴァ神軍南方軍を統括する上級将軍。小説版のみの登場。短く刈り込んだ黒髪に褐色の肌をした武人で、身長はおよそ2m20cm。
天空樹に近づくシュラト一行の迎撃を命じられ、南方軍二十万人を総動員する。大戦後生まれゆえ数を頼みにした戦術をとるが、それを逆手に取られ、突破されてしまう。
直に対峙したリョウマの態度とガイの凶悪な言動から、インドラに疑念を抱く。
［武器］鉾
［技］増長天魔震流（ぞうちょうてんましんりゅう）
［真言］ナウマク・サンマンダ・ボダナン・オン・ビロダキャ・ヤキシャ・ヂハタエイ・ソワカ（増長天魔震流）

#### 幻夢衆
弁財天サラス
声 - 佐々木優子
お庭番（要は忍者）集団「幻夢衆」の一人。式神の使い手でシュラト達を何度も救い続けてきた。シュラトに天空界の未来の希望を見出し、アカラナータの攻撃からシュラトを庇い戦死する。設定では鹿の神甲冑を纏うことになっていたが劇中での描写はない。
［武器］式神を呼び出す札・弓
［技］式神龍巻陣（しきがみたつまきじん）
烏瑟沙摩明王マユリ
声 - 小杉十郎太
「幻夢衆」の頭領。「幻夢衆」を率いシュラト達を陰から支え続ける。TV本編ではシュラト達のために天空殿に先行し、警護の神将を全て無力化させるも力尽き戦死した（尚、小説版ではその役割は彼の配下である飛天ガルーダが受け持ったため生存が確認しているが、小説版では異動宮出現時点で終了しているため末路は不明）。設定では孔雀の神甲冑を纏うことになっていたが劇中での描写はない。
［武器］五鈷鈴（鈴の音は睡眠作用がある）
飛天ガルーダ
幻夢衆の若き小頭。小説版のみの登場。細い輪郭と薄茶色の髪に黄褐色の目。ヴィシュヌを直接警護する任に当たっていたにも関わらずインドラによるヴィシュヌの石化を防げなかった事、ヒュウガとシュラトを見捨てて逃げざるを得なかった事を悔やみ続けていた。TV本編でのマユリの役割を受け持つ形で、シュラト達のために天空殿に先行し、警護の神将を全て無力化させるも力尽き、戦死。

#### その他の親衛隊員
北面使タクシャカ
声 - 飯田高司
第4話に登場。デーヴァ神軍「十六大護・四方使」。カマキリの神甲冑を纏って戦う。ランバーンと共にレンゲに率いられシュラト達を襲うが、ソーマに目覚めたシュラトが放った修羅魔破拳の威力で消滅した。
南霊使ランバーン
声 - 西村智博
第4話に登場。デーヴァ神軍「十六大護・四方使」。蛾の神甲冑を纏って戦う。タクシャカと共にレンゲに率いられシュラト達を襲うが、ソーマに目覚めたシュラトが放った修羅魔破拳の威力で消滅した。
傀儡使カリ
声 - 青森伸
第5話に登場。デーヴァ神軍「十六大護・四獣使」。蜘蛛の神甲冑を纏う(当時のアニメ情報誌等の表記ではムササビ。)。必殺技は相手を絡め取った蜘蛛の糸にソーマを流し込んで焼き殺す、カリ熱死波。インドラがシュラト達の追撃に当たりガイに直属の部下として委ねた神将だが、その実態は残忍な殺戮魔で、天空殿の地下にある秘密の石室では抵抗できない天空人を惨殺していた。
同じ姿形の5人による素早い連携攻撃で相手を追い詰める戦法を得意とするが、その名が示す通り本体以外の4人は傀儡。傀儡は首を落とされたり身体を真っ二つにされても即座に元の状態に戻るが、本体がダメージを受けると傀儡にもそのダメージが影響する。
小説版では性格がやや異なるのか、それともダンや同僚たちの眼があってのことか、一般人を惨殺して悦に浸ることは無かった。
［技］傀儡幽網糸（かりゆうもうし）、傀儡熱糸波（かりねっしは）
鳩摩羅天ダーラ
声 - 古田信幸
鳩摩羅天ムーラ
声 - 山崎たくみ
第6話に登場。ともに鳩摩羅天という二人一組の珍しい神将。ダーラは野獣の様な風体の大男で、ムーラはみずぼらしい矮躯の老人。百足の神甲冑を纏う。神甲冑装着時ダーラが本体でムーラが尾部に付いた状態になる。シュラト達4人を一度に相手にしてもなお圧倒するほどのパワーを誇ったが、シュラトの修羅魔破拳とヒュウガの繰り出す拳（技の名称は不明）の合体技に破れる。
羅刹天ニリハリ
声 - 梅津秀行
第8話に登場。デーヴァ神軍「十二天聖」。天空殿の守備隊長で、姑息な策を巡らせることに長けている。レイガ曰く「人に取り入るしか能の無い奴」。己の保身のためなら手段を選ばない卑劣漢。迦楼羅王となったレイガに深い嫉妬心を抱き、そのことでレイガといがみ合っていた様だが、インドラがニリハリにシュラト達の討伐命令を出したことを知ったレンゲやクウヤ、ダンの反応を見る限り、彼らからも良くは思われていなかったことが窺える。ヴィシュヌ石化がインドラの手によると知りながら、インドラに与していた。
様々な策を弄してシュラト達を追い詰めるが、得意技の羅刹迷魔楼で見せた幻影にガイとの友情を利用されたシュラトの怒りを買い、修羅魔破拳によって跡形も無く消滅した。
小説版では天空樹に入ってきたシュラト一行の迎撃を命じられる。怪我人を装ってヒュウガとリョウマの歓心を買う一方、偶然見つけたレンゲの姉 サティに「レンゲの仇はシュラトたち」と告げ口する。
配下の兵士たちに一般人もろともシュラト達を抹殺するよう命令を出すが、そのためにレイガの怒りを買い、竜巻で身体をバラバラにされる。
［武器］数珠
［技］羅刹迷魔楼（らせつめいまろう）、幻術（げんじゅつ）
摩利支天マリーチ
声 - 松本保典
第6話に登場。デーヴァ神軍「十二天聖」。黒豹の神甲冑を纏う。やや斜に構えた性格で、陽炎の戦士と評される幻術の使い手。ヒュウガの幼馴染であり義兄弟の盃を交わした仲。レンゲに好意を寄せていたが、レンゲにも想いを寄せている相手がいる事に気付き、彼女への想いを振り切るために旅に出るものの、気持ちに決着がつく前に赤種斑にかかってしまう。
赤種斑に侵されながらも、ヒュウガ達を助け、レンゲと戦って命を燃え尽き他界する。
小説版ではヒュウガとレンゲとの候補生時代が描かれ、また、意外な局面でキーパーソンとなる。
［武器］独鈷杵（古いタイプのもの）
［技］幻術（げんじゅつ）
［真言］ナウマク・サンマンダ・ボダナン・オン・マリシエイ・ソワカ（幻術）
右天王パジュ
アスラ神軍編に登場するヴィシュヌの側近。八霊師の一人。小説版ではインドラの側近。彼の駒に徹するため、修行により全ての感情を捨てている。比翼の鳥の神甲冑を纏う。
左天王パーニ
アスラ神軍編に登場するヴィシュヌの側近。八霊師の一人。小説版ではインドラの側近。パジュとは双子の兄弟。彼同様修行により全ての感情を捨てている。比翼の鳥の神甲冑を纏う。

#### 大戦時のみ登場するデーヴァ神軍
水帝ヴリトラ
デーヴァ神軍「十二羅帝」。隻眼の勇将。一万年前の大戦時におけるデーヴァ神軍の総司令的な人物だったと思われる。小説版のみ登場。
霧帝メキラ
デーヴァ神軍「十二羅帝」。一万年前のデーヴァ神軍の将。小説版に名前のみ登場。
先代八部衆
小説版で明らかになっているのは以下の8人。
修羅王・シュナ
夜叉王・ラーマ
迦楼羅王・カーマ
天王・スーラ
龍王・アナンタ
那羅王・シータ
比婆王・ジャフヌ
闥婆王・マカラ
最も年配のアナンタがまとめ役をしていた。本編では修羅王・夜叉王・龍王については1万年前の大戦時での戦死が劇中回想で確認されている（龍王の他に那羅王・比婆王・闥婆王もアカラナータとの戦いで死亡、天王・迦楼羅王については不明）。

#### 一般のデーヴァ神族
勢至天パールヴァティ
天空樹第四楼・蓬莱山の長。見た目は25歳程度の美女だが、実際には一万年以上生きている。ヴィシュヌの女官長で、ラクシュの育ての親。小説版のみ登場。
ヴィシュヌの石化後は蓬莱山に帰郷し、自宅を診療所にして、ソーマの暴走に苦しむ人たちを救うことに尽力している。
高い見識の持ち主で、シュラト一行がヴィシュヌ石化の犯人でないことに気づいている。
サティ
声 - 玉川紗己子
レンゲの姉。天空樹の中腹にある第七楼・輝山カテ村で静かに堅実な暮しを生きている。
仲間達とはぐれ、傷つき行き倒れていたシュラトを助け優しく介抱する。このときはシュラトを単なる一般神将だと思っていたが、彼がレンゲの仇の一人と知り、命を狙う。
小説版では天空樹第四楼・蓬莱山にて、パールヴァティの館で働く。「修羅王一行」を裏切り者呼ばわりするが、彼らの顔を知らないため、シュラトを「休暇中の一般神将」と認識し、親切に接する。しかし、ニリハリからレンゲの末路とシュラトの素性を知らされ、命を狙う（レンゲを討ったのはヒュウガなのだが）。
サティの村の老人
声 - 松岡文雄
レビ
声 - 本多知恵子
クウヤの妹。赤種斑に侵され他界。
クウヤの弟A
声 - 篠原あけみ
マツリ
声 - 折笠愛
リョウマの幼馴染で許婚。大戦後無事が確認され結婚を果たす。
ミー
声 - 林原めぐみ
小ナーガの長毛種の雄で、ラクシュのナイト役という名のお供。子猫くらいの大きさだが力があり人一人程度なら担いで飛べるため、シュラト達神将と違って神甲機を持たず身体能力も及ばないラクシュの移動手段としてたびたび活躍する。戦後、ガールフレンドができた。
ミンチ
声 - こおろぎさとみ
小ナーガの雌。ミーのガールフレンド。
アグリ
声 - こおろぎさとみ

### アスラ神族
破壊神シヴァ
声 - 若本規夫
ルドラ一族出身。本来は悲しみの象徴である黒のソーマを導き、古くなった世界を新生のために破壊する役目を持つが、狂気に走り黒のソーマを暴走させ、自らの一族をインドラを使って全滅させた後、大戦を勃発させた。アスラ神軍を率いる。神甲冑は三ツ首龍で、普段は玉座になっている。両性具有（当初はキャラクターデザイン担当の奥田万つ里が考えた裏設定だったが、その後公式設定となった）。奥田のエッセイによれば、「処女のまま懐妊したマリアの様に性の匂いを排除したヴィシュヌが“善神”ならば、対極に位置する“悪神”は、おどろしいまでの“性”を内包したシヴァ」とのこと。
冥帝ビカラ
声 - 小杉十郎太
アスラ神軍「十二羅帝」筆頭。異動宮と一体化する秘儀を持つ。アスラ神軍の軍師でもあるが、勝利のためには味方の犠牲を考慮しない。
主君であるシヴァと、先輩に当たるインドラにのみ、敬称で呼びかける。
［技］幽冥影憑依（ゆうめいかげひょうい）
日帝アンテラ
声 - 小野健一
アスラ神軍「十二羅帝」。サンテラとは双子。鹿のような形状の神甲冑をまとう。鹿の角の部分はブーメラン状の刃物になっており、それを投擲して敵を翻弄して切り裂く。
［技］陰陽重力星（いんようじゅうりょくせい）
月帝サンテラ
声 - 佐々木優子
アスラ神軍「十二羅帝」。アンテラとは双子の妹。神甲冑はアンテラと同じだが、形は左右逆。双子のコンビネーションでリョウマとレイガを苦しめる。
［技］陰陽重力星（いんようじゅうりょくせい）
火帝クビラ
声 - 佐々木望
アスラ神軍「十二羅帝」。素早い身のこなしが特徴の魔神将で、バルダに乗って逃げるシュラトとラクシュを走って追いかけた。ザリガニのような甲殻類の形状の神甲冑をまとう。
［技］火帝千手蛮（かていせんじゅばん）、火帝魔限炎（かていまげんえん）
地帝ハイラ
声 - 島香裕
アスラ神軍「十二羅帝」。登場した十二羅帝の中で一番の巨漢。巨大な爪のついた虎の神甲冑をまとう。この爪はブーメランとしても使え、彼の剛力もあって、レイガの神甲冑を破壊する威力をもつ。また無数の棘がついた礫を無数に飛ばすことも出来る。
風帝バサラ
アスラ神軍「十二羅帝」。小説版に名前のみ登場。
不動明王アカラナータ
声 - 松本保典
元デーヴァ神軍「八大明王」。現アスラ神軍「獣牙三人衆」のリーダー的存在。1万年前の戦いにおいて、無意識に力を渇望していた所をシヴァに付け入られ、トライロー・クンダリーニ以外の八大明王を全滅させ、アスラ神軍に寝返る。ヴィシュヌにより封印されていたが、インドラにより解放された。龍王とは1万年前より深い因縁がある。彼自身の神甲冑はコウモリだが、他の2人の神甲冑を合体し最強の存在になり、シュラト達を壊滅寸前にまで追いつめた。一度見た敵の技をコピーして、相手に逆に放つ能力をもつ。
後に声を演じた松本は『いただきますII』内のコーナーでアカラナータの声をサービスで演じた。
漫画版では性格が異なり、敵に対しては嗜虐的だが、トライローとクンダリーニの敵討ちに執念を燃やす、仲間思いの人物として描写される。
［技］明王合身（みょうおうがっしん）、獣牙裂光弾（じゅうがれっこうだん）、去来霊視光（きょらいれいしこう）
［真言］ナウマク・サンマンダ・バザラ・ダン・カン
降三世明王トライロー
声 - 土井美加
元デーヴァ神軍「八大明王」。現アスラ神軍「獣牙三人衆」。アカラナータに好意を抱いており、彼とともにデーヴァ神軍を裏切った。シュラトの記憶を奪い、人間界に逆転生させてシュラト達の分断を図った。また髪の毛を針状にして飛ばす攻撃も出来る。翼竜の神甲冑をまとう。
漫画版では一万年前に戦死したことになっており、アカラナータの回想にのみ登場。
［技］逆転生（ぎゃくてんせい）、蛇髪雷光弾（じゃはつらいこうだん）、虚空斬剣（こくうぜんけん）
軍荼利明王クンダリーニ
声 - 大滝進矢
元デーヴァ神軍「八大明王」。現アスラ神軍「獣牙三人衆」。元来好戦的な性格で、アカラナータに同調しアスラ神軍側につく。三人衆の中では最初にシュラト達と対峙して、その圧倒的な力を見せつけた。コブラの神甲冑をまとう。
漫画版では一万年前に戦死したことになっており、アカラナータの回想にのみ登場。
［技］軍荼利灼熱破（ぐんだりしゃくねつは）、軍荼利灼熱牙（ぐんだりしゃくねつが）、軍荼利灼熱蛇（ぐんだりしゃくねつじゃ）

### その他の神族
創造神ブラフマー
声 - 小林清志
一万年前の戦いで、ヴィシュヌとともにアスラ神軍を封印するも、限界に来ており、最後の力でシヴァにより戦死した修羅王と夜叉王の魂を自らの後継者として人間界に送り、須弥山に残留思念を残して命果てた。
調和神スクリミール
声 - 速水奨
「創世への暗闘」にのみ登場。人間界で自らのソーマを残したためにシュラトたち八部衆が送り込まれてくるが、彼らを次々と異空間内にある自らの神殿の「無明陣」に取り込んでいく。
カーリー
幻惑の森で暮らしていた、ルドラ一族の生き残りでミトラの従者。小説版のみの登場。燃えるような赤い髪と瞳を持ったショートヘアの美少女。ミトラが言う所の「我らの希望」であるシュラトの為にサラスをはじめとした人々が犠牲になっていく事、そしてミトラもそうなってしまうのではないかという思いからシュラトに反感を抱いていたが、個人的に気に掛けていたガルーダまでもがシュラトに天空界の希望を見出しながら逝った事でシュラトを認めざるを得なくなる。
［武器］大鎌

### 人間界
日高 勇太郎
声 - 藤本譲
シュラトの祖父。好きな物は乾布摩擦とトコロテン。中国拳法と剣道の達人で、その他武道全般にも造詣が深い。サラリーマンになった息子の代わり・そして「男は強くなくちゃいかん」という考えの元に孫息子のシュラトを道場に入門させた。小説版（スニーカー文庫版）では、「修羅の中を生きる人間となれ」という想いを込めて孫息子に修羅人と名付けた事になった。
日高 隼人
声 - 不明
シュラトの父。武道に関心が無く、父の勇太郎が自分に武道の道を進ませようとするのを無視してサラリーマンになった。
日高 桐子
声 - 滝沢久美子
シュラトの母。シュラトによく似た顔立ち。小説版では弁が立つ気丈な性格に書かれている。
日高 由美子
声 - 林原めぐみ
シュラトの妹。14歳。シュラトにそっくりな顔立ち。明るい性格で生意気な所もあるが兄想い。幼い頃は泣き虫で、いつもシュラトにあやされていた。趣味はウインドーショッピングで、好きなブランドはシシイ・ボーイ（英語リンク）。
黒木 広和
ガイと美奈の父で各地を飛び回る商社マン。TV本編ではヨーロッパに赴任中でガイの転生に伴う失踪にも帰って来られず、小説版では美奈と二人暮らし。いずれも本人自身は登場なし。
黒木 冴
ガイの母。古風な雰囲気の女性。ガイが幼い頃（放送時設定では4歳・小説版では小学生時）に他界。
黒木 美奈
声 - 川村万梨阿
ガイの姉（当初設定の名前は冴子）。ガイによく似た顔立ちの美人で気立てが良く、早くに他界した母の代わりにガイを育ててきた。趣味は料理 。シュラトが人間界に逆転生させられた回のみの登場だが、「創世への暗闘」ではキーパーソンとなる。
朱 桂林
中国拳法道場「東京武術倶楽部」の道場主でシュラトとガイの師匠（小説版で名前が判明）。勇太郎より二歳年上で根っからの悪友めいた関係。

## 用語
天空界【てんくうかい】
人間界から見て高位の世界。
天空樹【てんくうじゅ】
天空界の中心に位置する巨大な樹。頂上と六本の枝を「楼（ろう）」と総称し、それぞれの楼に大地があり、大地の上に町村があり、デーヴァ神族が居住している。そして、頂点には調和神の居城「天空殿」がある。
早い話が、天空界における首都圏といったところ。ここ以外の居住地域は、良く言えば郊外、悪く言えば田舎扱い。
マハーバ
普段は天空殿の後部に搭載されている、巨大な亀をかたどっており、その手足部分を動かして操縦するデーヴァ神軍の飛行要塞。
サーマ暦【 - れき】
天空界の時を司る四つの循環期の一つ「調和期」。人間界における年号とは異なる。
アムリタ
天空界の主食。疲労回復・老化防止に絶大な効果を発揮する。
光流【ソーマ】
天空界の物質を維持し続ける見えないエネルギーの総称（生きとし生けるもの誰しもが持つ「気」のようなものなどでは決してない）。天空人は修練次第では全員が使用可能で、さらにソーマが強いものは神将となることが多い。攻撃以外にも傷の治療や物を受け止めたり、放出し続けることで橋にすることもできる。
黒の光流【くろ - ソーマ】
シヴァ曰く「誰もが持っている悪の心」。取り付かれたものは悉く性格は残忍で破壊的となる。だが、本来は哀しみ等の負の面から出るものであり、破壊的になるのはその裏返しのためであった。
本来はルドラ族が白黒両方のソーマを扱うことができたのだが、シヴァが黒のソーマを暴走させたため、黒のソーマ＝悪という図式になってしまう。
迷い水【まよ - みず】
天空界の迷いに反応する一種の災害。劇中二年前、インドラでさえ封じ込めるのがやっとという。生きとし生けるものの迷いに反応するため、永遠になくなることはない。
神将【じんしょう】
デーヴァ神族における戦士の呼称。
神甲冑【シャクティ】
神将が身に纏う甲冑。ダイヤモンド以上の硬度があるが、羽のように軽く、無数の装飾品を身に付けても平気。
護符【ヴェーダ】
神甲冑が掌サイズに縮小した形態。受け継いでいる神将が死してもヴェーダは残るが、転生しても再び手元に戻る。
神甲機【バルダ】
神甲冑の高速移動形態。空中飛行能力を持ち、その際には神将はスケートボードの様に上面に立ち乗りになる（この際に現れる緑色の炎は炎輪（アグラ）といい、車輪の役目を果たす）。搭乗する神将自身の光流を動力源にするが、光流を大量に消耗してしまう欠点を持つ。
八部衆【はちぶしゅう】
デーヴァ神軍の突撃部隊。8人編成。大戦時は「八大明王に次ぐ精鋭」として扱われ、八大明王の崩壊後は、大規模会戦における先鋒を請け負う。
大戦後は、総司令官インドラ直属の親衛隊の一つとして扱われ、当代の八部衆のうち6人がインドラに師事していた。
幻夢衆【げんむしゅう】
アニメ版では調和神ヴィシュヌ直属の諜報部隊となっており、およそ千人で構成。小説版においては幻帝ミトラの直轄部隊で、『幻の村』サウバで生まれた者が自らの意志に関係なく神将となる世襲制。こちらではおよそ三千人で構成。また、十三人揃った時に発動できる、敵を虚数空間内に封印する技「夢牙（むが）十三方位陣」が登場する。
八大明王【はちだいみょうおう】
デーヴァ神軍最強の戦闘部隊。不動明王、降三世明王、軍荼利明王、大威徳明王、大輪明王、馬頭明王、無能勝明王、歩擲明王の8人によって構成される。しかし不動明王、降三世明王、軍荼利明王が獣牙三人衆を名乗ってアスラ神軍に寝返り、他の5人は獣牙三人衆によって全員殺害という形で崩壊する。
十二天聖【じゅうにてんせい】
デーヴァ神軍の防衛部隊。12人編成で、天空殿の十二方向に1人ずつ配置されている。
大戦後は、総司令官インドラ直属の親衛隊の1つとして扱われている。
十六大護【じゅうろくだいご】
デーヴァ神軍の砲撃部隊。「転法輪」という秘術を用いて、強烈な砲撃を行う。16人編成で、実際に転法輪を使う「八護輪」、護衛を担う「四方使」「四獣使」の3分隊で構成される。
大戦後は、総司令官インドラ直属の親衛隊の1つとして扱われている。
四天王【してんのう】
デーヴァ神軍内の将軍。毘沙門天将、広目天将、増長天将、持国天将の4人が存在するが、増長天将ヴィルーダカ以外は登場していない。
十二羅帝【じゅうにらてい】
天空界屈指の実力を誇る12の神将によって構成された天空界最強の部隊。だが大戦勃発を期に構成していたメンバーはデーヴァ神軍とアスラ神軍の両陣営に分裂し部隊としては崩壊した。名前が判明しているメンバーは、幻帝ミトラ、霧帝メキラ、水帝ヴリトラのデーヴァ神軍派。冥帝ビカラ、日帝アンテラ、月帝サンテラ、地帝ハイラ、火帝クビラ、風帝バサラのアスラ神軍派。結果的に両陣営に所属することになってしまった雷帝インドラ。存在は判明しているが名前と実像が不明の木帝と金帝が存在する。
八霊師【はちれいし】
デーヴァ神族の文官のトップに立つ八人の僧侶。TV本編では右天王・左天王と他六人で構成されていたが、小説版では右天王・左天王がインドラの側近として独立しているため、業霊師・法霊師・利霊師・護霊師・光霊師・王霊師・愛霊師・祈霊師で構成されている。また、固有の強力な遠隔攻撃・封印技として「至天曼陀羅陣」がある（ヴィシュヌが加わる事により威力を増す）。
魔神将【まじんしょう】
アスラ神軍に属する戦士の呼称。その実態はシヴァによる黒のソーマ絶対優位説の誘惑にとらわれた元デーヴァ神族のなれの果て。
異動宮【いどうきゅう】
アスラ神軍の本拠地で、破壊神シヴァの居城。（実際のヒンドゥー神話上の）シヴァを表す円柱形の像であるリンガ（直接的な言い方をすれば男性器）の姿をしており、天空樹にも匹敵する大きさの黒い塔。『大戦』終了以前は『シヴァ宮』と呼ばれていたが、『大戦』終了時にシヴァ以下アスラ神軍もろとも亜空間に封じられて一万年間さまよう事になって以降はこの名で呼ばれるようになった。
須弥山【しゅみせん】
ブラフマーの神甲冑がある異空間に封印されていた浮遊大陸の一つ。神甲冑を使用すると光流を急激に消耗してしまうため、大技を撃つと自動解除され、しばらく装着不能となる。
獣王曼陀羅陣【じゅうおうまんだらじん】
八部衆の合体技である曼陀羅陣のうち、4人で発動する場合の呼称。曼陀羅陣の真言を唱えた後に各神将に対応した獣型のソーマが敵を攻撃する。またシュラトは4人分のソーマを合体させて放つ必殺技を持つ。小説版によれば3人以上で発動可能だが3人では4人より威力が半減し、人数を増やせばその分威力も増大するとされる。ただし、著しくソーマと体力を消耗するため、おいそれとできる術ではない。アニメ劇中は獣王曼陀羅陣以外の曼陀羅陣が使われることがなかった。小説版では先代の八部衆全員による「天空曼陀羅陣」が登場しているほか、用語解説にて曼陀羅陣は人数によってそれぞれ呼称が異なる旨とそれぞれの呼称が紹介されている。
名称は、紫風(しふう)曼陀羅陣(三人)、獣王(じゅうおう)曼陀羅陣(四人)、宝珠(ほうじゅ)曼陀羅陣(五人)、智慧(ちえ)曼陀羅陣(六人)、金剛(こんごう)曼陀羅陣(七人)、天空曼陀羅陣(八人)[7]。また小説版ではこの他に、八霊師（+ヴィシュヌ）による、強力な遠隔攻撃・封印技「至天曼陀羅陣」が登場する。
八部衆三連晃【はちぶしゅうさんれんこう】
クウヤの宝輪を中心にダン・レンゲ・クウヤの3人がソーマを集中して放ち、敵にぶちかます技。他の八部衆が使えるかは不明。
巨岩兵【きょがんへい】
小説版に登場する、前『大戦』においてアスラ神軍が使った巨大な岩の兵士。光流に反応して目覚め無差別な破壊を起こす、一種の待ち伏せ兵器。あまりにも大量に天空界にバラまかれたため、『大戦』から一万年経っても人間界における不発弾のように毎年死者を出しており、『大戦』後の神将の使命の一つに巨岩兵から人々を守るというものがあるほど。神将だったレンゲの父親も、巨岩兵との戦いで命を落としている。
小ナーガ【しょう - 】
ミニサイズのナーガ（ドラゴン）。知能が高く人の言葉を理解でき、力もそれなりにあるため、人に様々な用途で使われている。通常のドラゴンのイメージに近い短毛種は機敏さを重宝されて第4話でガイがしていたように偵察・通信に使われ、人間界の猫に竜の翼としっぽをつけたような姿の長毛種はミーのように愛玩動物として飼われる事が多い。

## スタッフ
- 製作 - 九里一平
- 原案 - 美原轟（連載誌 - 『テレビランド』[注釈 5]、『てれびくん』）
- 企画 - 稲垣光繁（創通エージェンシー）、成嶋弘毅（タツノコプロ）
- シリーズ構成 - 小山高生、関島眞頼
- キャラクター原案 - 奥田万つ里
- OPアニメーション - 戸部敦夫
- シャクティデザイン - アンモナイト、小川浩、大倉宏俊、小野隆嗣
- メカニックアレンジャー - 松尾慎（第4話 - 第40話）
- 音楽 - 渡辺博也
- 美術監督 - 新井寅雄
- 撮影監督 - 福田岳志
- 音響監督 - 田中英行
- 文芸担当 - あかほりさとる
- 色彩設定 - 遊佐久美子
- プロデューサー - 江津兵太（第1話 - 第26話）→清水陸夫（第27話 - 第40話）（テレビ東京）、小水流正勝（創通エージェンシー）、植田もとき（タツノコプロ）
- チーフディレクター - 西久保瑞穂
- 編集 - 辺見俊夫、関一彦、古橋宏
- 録音制作 - 葦プロダクション
- 効果 - 庄司雅弘
- ミキサー - 佐藤進
- 録音スタジオ - 整音スタジオ
- シャクティデザイン協力 - 福地仁
- 文芸設定協力 - ぶらざあのっぽ
- 設定担当 - 村上憲治
- 音響担当制作 - 正木直幸
- 製作 - テレビ東京、創通エージェンシー、タツノコプロ

## 主題歌
オープニングテーマ
「SHINING SOUL」（第1話 - 第26話）
作詞 - 水谷啓二 / 作曲 - 竹沢好貴 / 編曲 - 山本健司 / 歌 - 清水咲斗子
「Truth」（第27話 - 第40話）
作詞 - 水谷啓二 / 作曲・編曲 - 渡辺博也 / 歌 - 清水咲斗子

エンディングテーマ
「砂塵の迷図」（第1話 - 第26話）
作詞 - 水谷啓二 / 作曲 - 工藤崇 / 編曲 - 山本健司 / 歌 - 清水咲斗子
「キャラバン友情」（第27話 - 第40話）
作詞 - 工藤崇 / 作曲・編曲 - 渡辺博也 / 歌 - 清水咲斗子

挿入歌
「SET THE FIRE」
作詞 - 岩里祐穂 / 作曲 - Cathey・Nobble / 編曲 - 樫原伸彦 / 歌 - 清水咲斗子
「オン・シュラ・ソワカ」
作詞 - 水谷啓二 / 作曲 - 工藤崇 / 編曲 - 工藤隆 / 歌 - 石原慎一

## 各話リスト
なお、総集編は原案担当の美原轟が構成を務めている。
| 話数   | 放送日        | サブタイトル                     | 脚本              | 絵コンテ                | 演出                | 作画監督          |
| ------ | ------------- | -------------------------------- | ----------------- | ----------------------- | ------------------- | ----------------- |
| 第1話  | 1989年 4月6日 | オン・シュラ・ソワカ!            | 小山高生          | 西久保瑞穂              | 加戸誉夫            | 工藤柾輝          |
| 第2話  | 4月13日       | 大いなる陰謀!                    | 小山高生          | 西久保瑞穂              | 松本佳久            | 川筋豊            |
| 第3話  | 4月20日       | 龍王リョウマの挑戦!              | 関島眞頼          | 中田裕児                | 中田裕児            | 松本勝次          |
| 第4話  | 4月27日       | 爆発!?めざめよ光流（ソーマ）!    | 遠藤明範          | 西久保瑞穂 日下直義     | 西久保瑞穂 日下直義 | 広田正志          |
| 第5話  | 5月4日        | 羽よ!真実を伝えよ!!              | 渡辺誓子          | 森一浩                  | 森一浩              | 中尾正樹          |
| 第6話  | 5月11日       | 愛と哀しみの戦い!                | 井上敏樹          | 松本佳久                | 松本佳久            | 浜崎賢一          |
| 第7話  | 5月18日       | 月光窟のワナを破れ!              | 関島眞頼          | 森一浩                  | 日下直義            | 結城司            |
| 第8話  | 5月25日       | 急げ!天空樹への道                | 小山高生          | 中田裕児                | 加戸誉夫            | 松本勝次          |
| 第9話  | 6月1日        | 決戦!聖なる光をともせ            | 渡辺誓子          | 大庭寿太郎              | 高橋信治            | 西田寛治          |
| 第10話 | 6月8日        | ガイ猛攻!果てしなき死闘          | 渡辺誓子          | うえだひでひと          | 日下直義            | 広田正志          |
| 第11話 | 6月15日       | 悲劇の愛戦士レンゲ               | 関島眞頼          | 森一浩                  | 安東信悦            | 安東信悦          |
| 第12話 | 6月29日       | 熱闘!涙の中に友を見た            | 遠藤明範          | 松本佳久                | 中村喜則            | 浜崎賢一          |
| 第13話 | 7月6日        | 逆転!獣王マンダラ陣              | 遠藤明範          | 山口直樹                | 岡田聡              | 松本勝次          |
| 第14話 | 7月13日       | 愛と憎しみの果てに               | 関島眞頼          | 中田裕児                | 日下直義            | 結城司            |
| 第15話 | 7月20日       | 恐るべき獣牙三人衆               | 渡辺誓子          | 松本佳久                | 松本佳久            | 野中みゆき        |
| 第16話 | 7月20日       | 絶叫!戻れラクシュ                | 渡辺誓子          | 古川順康                | 村山靖              | はばらのぶよし    |
| 第17話 | 8月3日        | 妖女!赤い花の恐怖                | 岸間信明          | 森一浩                  | 日下直義            | 広田正志          |
| 第18話 | 8月10日       | 失われた時を求めて               | 小山高生          | 山口直樹                | 日下直義            | 久保田直美        |
| 第19話 | 8月17日       | 涙の決意!さらば地上界            | 岸間信明          | うえだひでひと          | 岡田聡              | 松本勝次          |
| 第20話 | 8月24日       | うばわれた必殺技                 | 遠藤明範          | 中田裕児                | 日下直義            | 結城司            |
| 第21話 | 8月31日       | 恐怖!合体シャクティ              | 渡辺誓子          | 立石けいすけ            | 立石けいすけ        | 野中みゆき        |
| 第22話 | 9月14日       | リョウマ最後の一撃!              | 渡辺誓子          | 森一浩                  | 日下直義            | 広田正志          |
| 第23話 | 9月21日       | 嵐をよぶ天空殿                   | 岸間信明          | 中田裕児                | ますなりこうじ      | 沼沼エイヂ        |
| 第24話 | 9月28日       | さらば雷帝インドラ               | 関島眞頼          | うえだひでひと          | 村山靖              | 高見明男          |
| 第25話 | 10月5日       | 悲しき宿命!シュラト対ガイ        | 小山高生          | 山口直樹                | 日下直義            | 広田正志          |
| 第26話 | 10月19日      | 新たなる敵アスラ神軍!            | 遠藤明範          | うえだひでひと          | 岡田聡              | 松本勝次 堀澤聡志 |
| 第27話 | 10月26日      | さがせ!最強のシャクティ          | 渡辺誓子          | 安東信悦                | 日下直義            | 結城司            |
| 第28話 | 11月2日       | 暗黒の宿命!ガイふたたび          | 関島眞頼          | 松本佳久                | 松本佳久            | 野中みゆき        |
| 第29話 | 11月9日       | レイガ決死の反撃!!               | 岸間信明          | 阿田蔓一                | ますなりこうじ      | 菅沼栄治          |
| 第30話 | 11月16日      | 選ばれし者の孤独                 | 遠藤明範          | 中田裕児                | 安東信悦            | 安東信悦          |
| 第31話 | 11月23日      | 燃やせ!友情の光流（ソーマ）      | 渡辺誓子          | 矢口勝                  | 矢口勝              | 高見明男          |
| 第32話 | 11月30日      | 出現!ブラフマーのシャクティ      | 関島眞頼 岸間信明 | 安東信悦 うえだひでひと | 宇田忠順 美原轟     | 安東信悦          |
| 第33話 | 12月7日       | 倒せ!雷帝インドラ（総集編）      | 美原轟（構成）    |                         |                     |                   |
| 第34話 | 12月14日      | 正か邪か!?創造神ブラフマーの選択 | 小山高生 岸間信明 | うえだひでひと 松本佳久 | 松本佳久            | 西矢倉町夫        |
| 第35話 | 12月21日      | 最終決戦!憎しみの拳を引け        | 関島眞頼          | 中田裕児                | 森一浩              | 加美中十三        |
| 第36話 | 12月28日      | 未来!深い闇を越えて              | 関島眞頼          | 西久保瑞穂              | 西久保瑞穂          | 黄瀬和哉          |
| 第37話 | 1990年 1月4日 | 緊急集合 最後の戦い              | 岸間信明          | 中田裕児                | 津田義三            | 須田正己          |
| 第38話 | 1月11日       | 天空界をおそう影 迷い水を撃て    | 渡辺誓子          | 松本佳久                | 渡辺康治            | 鈴木満            |
| 第39話 | 1月18日       | 永遠なれ修羅王                   | 関島眞頼          | 山口直樹                | ますなりこうじ      | 菊池みちたか      |
| 第40話 | 1月25日       | 激闘!獣牙三人衆（総集編）        | 美原轟（構成）    |                         |                     |                   |

## 放送局
※放送日時は1989年9月中旬 - 10月上旬時点（青森テレビと石川テレビとテレビ新広島については1990年3月中旬 - 4月上旬時点）、放送系列は放送当時のものとする。
| 放送地域       | 放送局             | 放送日時           | 放送系列                      | 備考                                                                                    |
| -------------- | ------------------ | ------------------ | ----------------------------- | --------------------------------------------------------------------------------------- |
| 関東広域圏     | テレビ東京         | 木曜 19:00 - 19:30 | テレビ東京系列                | 制作局                                                                                  |
| 北海道         | テレビ北海道       | 木曜 19:00 - 19:30 | テレビ東京系列                | 1989年10月にテレビ北海道開局により1話から放送開始。 1990年2月より土曜朝6:00に時間移動。 |
| 愛知県         | テレビ愛知         | 木曜 19:00 - 19:30 | テレビ東京系列                |                                                                                         |
| 滋賀県         | びわ湖放送         | 木曜 19:00 - 19:30 | 独立局                        |                                                                                         |
| 大阪府         | テレビ大阪         | 木曜 19:00 - 19:30 | テレビ東京系列                |                                                                                         |
| 奈良県         | 奈良テレビ         | 木曜 19:00 - 19:30 | 独立局                        |                                                                                         |
| 岡山県・香川県 | テレビせとうち     | 木曜 19:00 - 19:30 | テレビ東京系列                |                                                                                         |
| 青森県         | 青森テレビ         | 火曜 16:00 - 16:30 | TBS系列                       |                                                                                         |
| 宮城県         | 仙台放送           | 金曜 5:58 - 6:28   | フジテレビ系列                |                                                                                         |
| 山形県         | 山形放送           | 木曜 17:30 - 18:00 | 日本テレビ系列 テレビ朝日系列 |                                                                                         |
| 福島県         | 福島テレビ         | 日曜 10:30 - 11:00 | フジテレビ系列                |                                                                                         |
| 新潟県         | テレビ新潟         | 月曜 17:00 - 17:30 | 日本テレビ系列                | 1989年9月までは水曜 17:00 - 17:30に放映。                                               |
| 長野県         | 長野放送           | 日曜 6:00 - 6:30   | フジテレビ系列                |                                                                                         |
| 静岡県         | 静岡けんみんテレビ | 日曜 6:00 - 6:30   | テレビ朝日系列                | 現：静岡朝日テレビ。                                                                    |
| 石川県         | 石川テレビ         | 木曜 16:10 - 16:40 | フジテレビ系列                | 1989年10月29日よりネット開始。 開始当初は日曜 6:00 - 6:30の放送であった。               |
| 岐阜県         | 岐阜放送           | 火曜 19:30 - 20:00 | 独立局                        |                                                                                         |
| 三重県         | 三重テレビ         | 木曜 17:00 - 17:30 | 独立局                        |                                                                                         |
| 和歌山県       | テレビ和歌山       | 水曜 17:00 - 17:30 | 独立局                        |                                                                                         |
| 広島県         | テレビ新広島       | 月曜 16:30 - 17:00 | フジテレビ系列                |                                                                                         |
| 長崎県         | 長崎放送           | 木曜 17:30 - 18:00 | TBS系列                       |                                                                                         |
| 大分県         | 大分放送           | 月曜 17:00 - 17:30 | TBS系列                       |                                                                                         |
| 沖縄県         | 琉球放送           | 火曜 17:00 - 17:30 | TBS系列                       |                                                                                         |

## 動画配信
| 配信開始日    | 配信サイト         | 配信内容          | 配信期限                |
| ------------- | ------------------ | ----------------- | ----------------------- |
| 2024年6月1日  | dアニメストア系列  | 全38話＋総集編2話 |                         |
| 2024年6月27日 | バンダイチャンネル | 全38話            |                         |
| 2024年6月27日 | Hulu               | 全38話            |                         |
| 2024年6月27日 | U-NEXT             | 全38話            |                         |
| 2024年6月27日 | アニメ放題         | 全38話            | 2026年6月30日 23:59まで |
| 2024年9月20日 | DMM_TV             | 全38話            |                         |

## OVA
天空戦記シュラト 天空界メモリアルズ
1. 激突！八部衆（1989年12月15日発売）
2. 天空界・普通じゃない人々（1989年12月15日発売）
3. ひき裂かれし刎頸の友（1990年2月23日発売）
4. 天空人・愛のかたち（1990年2月23日発売）
5. きらめく悲運の星ふたつ（1990年4月24日発売）
6. 天空FIGHT!－アスラ神軍怪人大集合－（1990年4月24日発売）

天空戦記シュラト 創世への暗闘
1. 幻夢蕭条（1991年9月16日発売）
2. 懐想逝水（1991年10月16日発売）
3. 聖者遙遇（1991年11月21日発売）
4. 天魔蠢動（1991年12月21日発売）
5. 尊鬼綴絹（1992年1月21日発売）
6. 永劫回帰（1992年3月16日発売）

主題歌
オープニングテーマ「Keep Your Pure Love」
作詞 - 水谷啓二 / 作曲 - 樫原伸彦 / 編曲 - 渡辺博也 / 歌 - 清水咲斗子
エンディングテーマ「ガラスの少年」
作詞 - 水谷啓二 / 作曲 - 樫原伸彦 / 編曲 - 渡辺博也 / 歌 - 清水咲斗子

挿入歌
「風を見る」
作詞 - 中嶋慶子 / 作曲 - 本多省二 / 編曲 - 岸本友彦 / 歌 - 林原めぐみ
「TOKYO MURASAKI」
作詞 - 中嶋慶子 / 作曲 - 本多省二 / 編曲 - 岸本友彦 / 歌 - 林原めぐみ

## カセットテープ
アニメイトカセットコレクションより。
- 天空戦記シュラト1「心に架けた友情の橋」
- 天空戦記シュラト2「天空界劇場」
- 天空戦記シュラト3「八部衆外伝」

## CD
- 天空戦記シュラト 転生眩奏 (オリジナルサウンドトラック)
- 天空戦記シュラト・天山瞑楽 (オリジナルサウンドトラック+ミニドラマ)
- 天空戦記シュラト Soul Lovers Only (ドラマCD)
- 天空戦記シュラト 曼陀羅・華 (キャラクターソング集)
- 天空戦記シュラト 異聞 上海小夜曲 (ドラマCD)
- 天空戦記シュラト 八部衆 THE WORLD (ドラマCD)
- 天空戦記シュラト Celestial warrious Battle for Genesis (OVA「天空戦記シュラト 創世への暗闘」サウンドトラック)
  - 「上海小夜曲」は本編の後日談的なアナザーストーリーであるのに対し、「Soul Lovers Only」と「八部衆 THE WORLD」は本編の設定や声優ネタを随所に盛り込んだギャグストーリーとなっている。シュラトと精神が入れ替わったガイに対して「少ないセリフでおいしいところを持っていく」(Soul Lovers Only『夜叉王はつらいよ』より)と言ってみたり、レンゲ・由美子・ミーの担当声優が林原めぐみ一人であることに加えて本放送時にアニメ「らんま1/2」にて林原が主人公の女らんまを演じていたことを絡め、レンゲが水をかぶると日高由美子やミーに変身してしまうという話(八部衆 THE WORLD『れんげ1/3』)を作ったりとかなりの遊び心が入ったものだった。

## 関連

### 小説
- あかほりさとる（著）　奥田万つ里（カバーイラスト） / 沢田翔（挿絵）※エニックス文庫版[注釈 6]
  - エニックス文庫（エニックス〈現：スクウェア・エニックス〉）
    - 小説 天空戦記シュラト(1) 修夜転生（1989年12月発売、ISBN 4-90-052721-1）
    - 小説 天空戦記シュラト(2) 魔破隘路（1990年3月発売、ISBN 4-90-052730-0）
    - 小説 天空戦記シュラト(3) 戦鬼邂逅（1990年5月発売、ISBN 4-90-052732-7）
    - 小説 天空戦記シュラト(4) 不抜大我（1990年8月発売、ISBN 4-90-052743-2）
    - 小説 天空戦記シュラト(5) 苦界彷徨（1990年12月発売、ISBN 4-90-052754-8）
    - 小説 天空戦記シュラト(6) 刹魔哀史（1991年3月発売、ISBN 4-90-052758-0）
    - 笑説 天空戦記シュラト 熱風怒涛（1991年6月発売、ISBN 4-90-052760-2）
      - 前述の『八部衆 THE WORLD』の後日譚。不動明王アカラナータを主人公扱いとし、八部衆に勝つための方策を探す。『八部衆 THE WORLD』その他のカセット&CDドラマのボツネタおよびその逸話[注釈 7]が多数収録されている。

  - 角川スニーカー文庫（角川書店） - 上記のエニックス版の再版。
    - 天空戦記シュラト(1) 修夜転生（1995年9月発売、ISBN 4-04-412712-3）
    - 天空戦記シュラト(2) 魔破隘路（1995年9月発売、ISBN 4-04-412713-1）
    - 天空戦記シュラト(3) 戦鬼邂逅（1995年10月発売、ISBN 4-04-412714-X）
    - 天空戦記シュラト(4) 不抜大我（1995年12月発売、ISBN 4-04-412715-8）
    - 天空戦記シュラト(5) 苦界彷徨（1996年1月発売、ISBN 4-04-412717-4）
    - 天空戦記シュラト(6) 刹魔哀史（1996年7月発売、ISBN 4-04-412719-0）
- 関島真頼（著）出版社：エニックス
  - 天空戦記シュラト 創世への暗闘〈上〉（1991年11月発売、ISBN 4-90-052781-5）
  - 天空戦記シュラト 創世への暗闘〈下〉（1992年3月発売、ISBN 4-90-052793-9）

### 漫画
- 河本ひろし（作画） 美原轟（原案）出版社：少年画報社
  - 天空戦記シュラト 第一巻（1989年12月発売、ISBN 4-78-594636-9）
  - 天空戦記シュラト 第二巻（1990年7月発売、ISBN 4-78-594644-X）

「月刊少年コミック」に連載された漫画版。ストーリーは基本的に、「シュラトとガイが天空界に転生し、中盤でインドラを倒し、最終的にはシヴァを倒す」というテレビアニメ版と同様の流れだが、「アニメ版に登場した人物が登場しない、ないしはモブキャラ扱いされる」「漫画版オリジナルの登場人物として、ラクシュに瓜二つなシュラト・ガイの友人や、アスラ神軍の精鋭部隊『三邪鬼神』が登場する」「シュラト、インドラ、アカラナータ、ラクシュの性格がアニメ版と異なる。特にアカラナータは、『仲間思い』として描写される」「最終戦の決着の仕方とその後がTV本編と異なる」などの相違点がある。

## 余談
- シュラトとガイだけではなく八部衆全員が人間界にいて日本各地からいっせいに転生し、各地の方言でしゃべるという案も出ていたが、話の展開上やめになった[9]。シュラトとガイ以外の八部衆の名前にも漢字が当てられているのはこの案の名残。
- キャラクターデザインを担当した奥田万つ里は、当初キャラクターデザインという形ではなく風景などのイメージボードを描いていたが、同時期にキャラクターデザインを手掛けていた楠桂原作のOAV「妖魔」（親友同士の主人公がいて片方が悪の道に染まり、それを更生させようとする設定がシュラトのそれと殆ど同じ）のイメージでたまたまラクシュとシュラトとガイの初期設定に当たるラフを描いていた所、それがそのまま通った[12]。
- 番組スポンサーの森永製菓は、『オレたちひょうきん族』の番組提供も務めていたが、『あいつがトラブル』スポンサー[注釈 8]参加のため降板した。その為、同年11月まで「パックンチョ」のCMを放送しており、次番組への移行と同時に流している。